# Marco Apicella
Marco Apicella, italijanski dirkač Formule 1, * 7. oktober 1965, Bologna, Italija.

## Življenjepis
Apicella je upokojeni italijanski dirkač Formule 1. V svoji karieri je nastopil le na domači dirki za Veliko nagrado Italije v sezoni 1993, kjer je z dirkalnikom Jordan 193 moštva Sasol Jordan odstopil v prvem krogu zaradi trčenja. V naslednji sezoni 1994 je osvojil naslov prvaka v prvenstvu Japonske Formule 3000.

## Popolni rezultati Formule 1
(legenda) (odebeljene dirke pomenijo najboljši štartni položaj, poševne pa najhitrejši krog, †-uvrščen kljub odstopu)
| Leto | Moštvo       | Šasija     | Motor    | 1   | 2   | 3  | 4   | 5   | 6   | 7   | 8   | 9  | 10  | 11  | 12  | 13      | 14  | 15  | 16  | Prv | Toč |
| ---- | ------------ | ---------- | -------- | --- | --- | -- | --- | --- | --- | --- | --- | -- | --- | --- | --- | ------- | --- | --- | --- | --- | --- |
| 1993 | Sasol Jordan | Jordan 193 | Hart V10 | JAR | BRA | EU | SMR | ŠPA | MON | KAN | FRA | VB | NEM | MAD | BEL | ITA Ret | POR | JAP | AVS | -   | 0   |